# Siegelbewahrer von Frankreich
Der Siegelbewahrer von Frankreich (französisch Garde des sceaux de France) war ein Beamter der französischen Monarchie im Ancien Régime. Seine Hauptaufgabe war es, den Kanzler von Frankreich zu vertreten und zu unterstützen. Im 19. Jahrhundert wurde der Titel wieder aufgegriffen und ist auch heute noch einer der Titel des Justizministers, der in seinem Büro das Große Siegel der Republik aufbewahrt, mit dem wichtige Staatsurkunden zu versehen sind.

## Geschichte
Die Amtsbezeichnung leitete sich davon her, dass es zu den Amtspflichten gehörte, die Siegel des Landes aufzubewahren. Hierzu gehörten das große Siegel, das für die wichtigsten Urkunden benutzt wurde, und das Privatsiegel für die übrigen Dokumente.
Das Amt wurde im Mittelalter dem Kanzler übertragen, der vom König auf Zeit eingesetzt war und auch wieder abgesetzt werden konnte. Im Fall der Nichtverfügbarkeit des Kanzlers wegen Krankheit oder Abwesenheit vom Hof vertraute der König das Siegel vorübergehend einer anderen Person als Siegelverwahrer an, deren Aufgabe mit der Rückkehr des Kanzlers wieder beendet war. Da von etwa 1203 bis 1316 keine Kanzler ernannt wurden, war der Siegelbewahrer in diesen Jahren der wichtigste nichtmilitärische Amtsträger des Königreichs.
Mitte des 16. Jahrhunderts, nach dem Prozess gegen den Kanzler Guillaume Poyet, kam die Idee auf, die großen Ämter der Krone auf Lebenszeit zu vergeben. Es musste daher eine Person benannt werden, die den Kanzler vertrat, falls dieser beim König in Ungnade fiel. 1551 schuf Heinrich II. daher das Amt des garde des sceaux, das mit allen Vollmachten des Kanzlers ausgestattet war, wie die Aufsicht über die Justiz, das Siegeln und Versenden der königlichen Dokumente, sowie der Vorsitz im königlichen Rat. Dieses Amt hatte somit nur vorübergehenden Charakter.
Wenn die Beziehungen zwischen König und Kanzler angespannt waren, ernannte der König einen Siegelbewahrer (man sagte, dass er dem Kanzler die Siegel wegnahm – reprenait les sceaux), wodurch der Kanzler nur noch eine ehrenamtliche Rolle hatte. Im Gegensatz zum Kanzler konnte der Siegelbewahrer durch den König abgesetzt werden. Es handelte sich folglich um ein politisches Amt, in seinen Funktionen ähnlich beispielsweise dem Surintendant des Finances.
Unter König Ludwig XV. beantragten die Kanzler d’Aguesseau und de Lamoignon beim König die Einsetzung eines Siegelbewahrers, nicht um sie zu ersetzen, sondern um sie bei ihrer Arbeit zu unterstützen. Es war dennoch der Siegelbewahrer, der das Kästchen mit den Siegeln verwahrte und dem Siegeln der königlichen Urkunden vorsaß. Er war auch Chef der Justiz und kontrollierte den Buchhandel, das heißt, übte die Zensur subversiver Werke aus.
Abgesehen von der Regierungszeit Ludwigs XIV. und Ludwigs XV. waren die Siegelbewahrer die ersten Anwärter auf das Amt des Kanzlers. Unter Ludwig XVI. folgten vier Siegelbewahrer als Anwärter aufeinander, bis Kanzler René Nicolas de Maupeou 1792 starb.

## Siegelbewahrer in der Fünften Republik
Der Titel des Siegelbewahrers existiert noch heute. Der Titelträger ist immer der aktuelle Justizminister Frankreichs. Der Siegelbewahrer ist Verwahrer aller bisher verwendeten Siegel, sowohl der Könige Frankreichs, wie auch aller fünf Republiken. Der Siegelbewahrer wird durch den Staatspräsidenten der Republik auf Vorschlag des Premierministers ernannt.

## Siegelbewahrer als Leiter der Kanzlei
Im 13. Jahrhundert und bis zum Jahr 1316 wurde die Kanzlei vom Siegelbewahrer geleitet
- Guérin, Mönch, um 1203–1227, Kanzler 1226
- Philippe d’Antogny, 1227–1231
- Aubry Cornu, Dekan von Saint-Martin de Tours, 1231–1236
- Jean de la Cour, Dekan von Saint-Martin de Tours, 1236–1244
- Nicolas Le Chien, Erzdiakon von Dunois, 1244–1249
- Gilles von Saumur, Erzbischof von Tyrus, 1249–1252
- Raoul de Grosparmy, 1252–1259
- Guy Faucoi, spätere Papst Clemens IV., vor 1260
- Simon de Brie, Kämmerer von Saint-Martin de Tours, der spätere Papst Martin IV., 1259–1261
- Philippe de Cahors, Kämmerer von Saint-Frambaud in Senlis, 1262–1270
- Guillaume de Rampillon, Erzdiakon von Paris, 1270
- Guillaume de Chartres, Dominikaner, in Tunis 1270
- Pierre Barbet, Erzdiakon von Dunois, 1271–1273
- Henri de Vézélay, Kämmerer von Laon, 1273–1282
- Pierre Chalon, Dekan von Tours, 1282–1290
- Jean de Vassoigne, Erzdiakon von Brügge, 1291–1292
- Guillaume de Crépy, Erzdiakon von Paris, 1293–1296
- Thibaut de Pouancé, Bischof von Dol, 1296–1297
- Pierre Flote, Ritter, 1297–1302
- Étienne de Suizy, Erzdiakon von Brügge, 1302–1304
- Pierre de Mornay, Bischof von Auxerre, 1304–1306
- Pierre de Grez, 1306
- Pierre de Belleperche, Bischof von Auxerre, 1306–1307
- Guillaume de Nogaret, Ritter, 1307–1310
- Gilles I. Aycelin de Montaigut, Erzbischof von Narbonne, 1310–1311
- Guillaume de Nogaret, 2. Mal, 1311–1313
- Pierre de Latilly, Bischof von Châlons, 1313–1314
- Étienne de Mornay, Dekan von Saint-Martin de Tours, 1314–1316

## Siegelbewahrer bei „zurückgezogenem“ oder nicht verfügbarem Kanzler
- Foulque Bardoul, Bischof von Avranches, Siegelbewahrer in Paris 1357–1359
- Jean de Dormans, Bischof von Lisieux, Siegelbewahrer 1358
- Jean de Dormans, Siegelbewahrer 1373
- Nicolas du Bosc, Bischof von Bayeux, Siegelbewahrer, 1398–1400
- Jean de Montagu, Erzbischof von Sens, Siegelbewahrer, 1405–1413
- Adam Fumée, Arzt, Siegelbewahrer 1492–1494

Heinrich II. schuf im April 1551 das Amt des Garde des Sceaux de France, der die gleichen Befugnisse und Ehren wie der Kanzler von Frankreich hatte. Der Kanzler wird bei seinem Tod oder bei Amtsunfähigkeit durch den amtierenden Siegelbewahrer ersetzt, der zum Kanzler Frankreichs wird und auch den Titel trägt. Zu den weiteren Siegelbewahrern siehe den Artikel Kanzler von Frankreich.